# Litteraturrådet
Litteraturrådet er et organ under Kulturministeriet, der støtter både skabelsen og udbredelsen af litteratur.
Rådet, der blev nedsat i 1996, tager afsæt i den såkaldte Pixi-betænkning. Litteraturrådet støtter bl.a. forfatteres projekter og udgivelser, forfatteres uddannelse samt formidling og konferencer. Rådets medlemmer vælges for en periode af fire år.
| Forvaltning | Spire Denne artikel om forvaltning er en spire som bør udbygges. Du er velkommen til at hjælpe Wikipedia ved at udvide den. |